# Época geológica
Uma época geológica é a divisão de um período na escala de tempo geológico. Somente os períodos das eras do éon geológico proterozoico não se dividem em épocas. As épocas dos períodos das eras do éon fanerozoico subdividem-se em idades.

## Páginas relacionadas
- Geologia
- Paleontologia